# 特洛吉亞 (佛羅里達州)
特洛吉亞（英語：Telogia）是位於美國佛羅里達州利伯蒂县的一個非建制地區。該地的面積和人口皆未知。

## 地理
特洛吉亞的座標為30°21′03″N 84°49′09″W / 30.35083°N 84.81917°W，而該地的平均海拔高度為35米（即115英尺）。